# Sciophila sublimbatella
Sciophila sublimbatella är en tvåvingeart som beskrevs av Zaitzev 1982. Sciophila sublimbatella ingår i släktet Sciophila och familjen svampmyggor. Inga underarter finns listade i Catalogue of Life.